# Mandel Pál
Dr. Mandel Pál (Nyírbátor, Szabolcs vármegye, 1840. január 6. – Budapest, 1908. február 7.) ügyész és országgyűlési képviselő, nyírbátori földbirtokos.

## Élete
Izraelita családban született. Apja, Mandel Ábrahám (1807–1890), nyírbátori földbirtokos, nyírbátori takarékpénztári aligazgató, Szabolcs vármegye bizottsági tag, anyja, Kepes Johanna (1812–1886) volt. Mandel Pál fivére, Mándy Ignác (1837–1912), földbirtokos, aki nemességet, családi címert és a „kántorjánosi” nemesi előnevet szerezte meg Ferenc József magyar király kegyéből 1907. november 27-én.
Jogi tanulmányait Pesten és Bécsben végezte és azok befejeztével ügyvédi irodát nyitott a fővárosban. 1875-ben választották meg először a nyírbátori kerületben, melyet négy országgyűlésen képviselt szabadelvű programmal: (1875–1878), (1878–1881), (1881–1884), és (1884–1887). Előbb a mentelmi, 1881-től az igazságügyi bizottság tagja volt és mint ilyen élénk részt vett a gyámsági törvény, a szerzői jogról szóló törvény és a közjegyzői törvény javaslatainak tárgyalásában. 1878-ban Mocsáry Lajos mellett ő is szót emelt a halálbüntetés eltörlése érdekében, az 1880. és 1884. évi büdzséviták alkalmával a házasság és vallásszabadság érdekében szólt, míg 1885. február 7-én az antiszemiták ellen mondott polemikus beszédet. 1887-ben Nyírbátorban Lipthay Károly ellen kisebbségben maradt. A következő országgyűlési ciklusra ismét pályázott de nem Nyírbátorban hanem Zala vármegyében és így az 1892–1897. évi országgyűlésen az alsólendvai kerületet képviselte. Az 1896–1901. évi országgyűlésen ismét az alsólendvai kerületben pályázott képviselőségre; az alsólendvai választó kerületben a beadott 2 393 szavazatból dr. Marsovszky Endre néppárti 1 588, dr. Mandel Pál szabadelvű párti 805 szavazatot kapott és így dr. Marsovszky Endre 783 szavazattöbbséggel lett országgyűlési képviselő Alsólendván. Az 1901–1905. évi országgyűlésen ismét a nyírbátori kerületet képviselte. Az 1905. évi általános választások alkalmával a nyírbátori kerület képviselőjévé Mandel Pál helyett Uray Miklóst választotta függetlenségi és 48-as programmal. Ezután Mandel Pálnak nem volt alkalma ismét pályázni az országgyűlésre, mivel 1908. február 7-én hunyt el.
Országgyűlési beszédei a Naplókban találhatóak.
"És mit mondjak a halálbüntetésről, annak vadító hatásáról a népre? Irtóztató rémkép vési be magát emlékezetünkbe minden kivégzés láttára. De még magánál a kivégzésnél irtóztatóbb látni a tömeget, mily elvetemedett könnyelműséggel nézi ezen executiót. Angolországban egy anya fiához következőkép kiáltott, midőn az átadatott a bakónak: „Fiam. reménylem bátran fogsz meghalni mint apád!" Rómában a halálbüntetések végrehajtását farsangra hagyták, a nép számára farsangi játéknak. 
E szerint tehát a halálbüntetés közvetlen hatása az, hogy a népben az élet becsét alább szállítja, a nép érzületét elvadítja, s így ellenkezője éretik el általa annak, ami czélul kitüzetett. A bizottság szól azon éles ellentétről, melyben a halálbüntetés megszüntetése állna, az előbb említett királyi biztossággal. De ha a halálbüntetés csakugyan oly jó hatással volt annyi századon keresztül: miért volt szükség a legújabb időben még a királyi biztosságra, és miért van szükség minden lépten nyomon a rögtöni ítélő bíróságokra. 
Töröljük el a halálbüntetést, és a nép egyebek közt ebből is tanulni fogja az életet becsülni, és érzülete szelídülni fog." - Mándel Pál országgyűlési beszédéből 1877-ben.

## Házassága és leszármazottjai
Felesége az izraelita vallású Fuchs Berta (*1846. – Budapest, 1906. június 27.), akitől 4 gyermeke született; felnőtt korukra a Mándi/ Mándy nevet vették fel és a római katolikus hit szerint éltek:
- Mándy Paula (*Budapest, 1867. június 27. – Budapest, 1926. június 27.). Férje, kántorjánosi Mándy Sámuel (*Kántorjánosi, 1860. október 28. – Budapest, 1942. november 18.), földbirtokos, Felsőházi tag, Felsőbaranya református egyházmegyye gondnoka.
- Mándy Margit (*Budapest, 1874. június 23. – Budapest, 1963. december 11.). Első férje, dr. Schultz Henrik Joachim (*1863. – Budapest, 1899. február 23.), orvos, székesfővárosi közkórházi rendelő orvos.[9] Második férje, dr. (Fischgrand) Fenyő Soma (Kornél) (*Pest, 1873. március 10. – Budapest, 1940. május 1.), ügyvéd, Gömör és Kishont vármegye tiszteletbeli főügyésze, a budapesti Finn követség jogtanácsosa, Victoria állam (Ausztrália) kereskedelmi konzulja.[10][11][12]
- dr. Mándy Sándor (*Budapest, 1877. április 4. – Budapest, 1954. szeptember 6.), ügyvéd, kúria bíró. Felesége, Lázár Emma Erzsébet (*Tiszaújlak, Ugocsa vármegye, 1882. július 8. – Budapest, 1963. szeptember 5.).[13][14]
- Mándy György (*Budapest, 1883. október 12. – ?), földbirtokos. Felesége, Kandel Mária (*Debrecen, 1892. június 4.).[15]